# Maria Perpétua
Maria Perpétua Calafate de Souza (Portugal, 1790-Ilha de São Sebastião, 1817), también conocida como Maria Perpétua, Bruja de São Sebastião o Feiticeira de Ilhabela, fue una propietaria de una hacienda portuguesa, emigrada a Brasil, acusada de brujería por el Tribunal del Santo Oficio.

## Trayectoria
Maria Perpétua Calafate de Souza fue una inmigrante portuguesa que viajó al Brasil colonial tras enviudar de su marido, el escribano João Rodrigues da Siqueira. Pocos años después de instalarse en la isla de São Sebastião, en la costa norte de São Paulo, se casó con António José Lisboa de Souza, un militar portugués retirado, con quien tuvo un hijo. Durante ese periodo, comenzaron los rumores de que Maria Perpétua no solo era la señora del ingeniosino también era ocultista, adivina y vendedora de pócimas y amuletos a quienes la buscaban.
Apodada la «Hechicera de Ilhabela», hacia 1812 fue denunciada al cura de la parroquia local y al Tribunal del Santo Oficio de Lisboa por algunos lugareños, y acusada de brujería y hechicería. Entre los denunciantes se encontraba el capitán Domingos Borges da Silva, un rico y conocido tratante de esclavos de la región, con quien había tenido un altercado después de que Maria Perpétua discutiera públicamente con Joana, una de las esclavas del capitán Domingos, que cayó enferma y murió pocos días después. Acusada de realizar un conjuro para matar a la esclava, fue denunciada al gobernador de la capitanía de São Paulo, que ordenó que su casa fuera inspeccionada por las autoridades. Según informes de la época, además de diversa parafernalia, se encontró una oreja humana, desecada y conservada, entre un libro de notas, simpatías y oraciones consideradas de brujería.
Llevada a la prisión de São Vicente, gracias a su marido y con el apoyo de algunos nombres de la élite del ámbito militar, fue liberada pocos días después.
El 23 de octubre de 1817, según consta en su certificado de defunción, María Perpétua Calafate de Souza fue apuñalada varias veces por su marido, António José Lisboa de Souza. 

## Legado
Tras su muerte, su historia se convirtió en leyenda y se le atribuyen varias hazañas de origen macabro y demoníaco. Hay otras versiones que aseguran que no solo sobrevivió al ataque de su marido, sino que además tenía un tesoro escondido en la playa y se había vuelto loca después de matar a todos los que sabían de su existencia.
En referencia a la historia de la supuesta bruja portuguesa, una de las playas de Ilhabela se llama Praia da Feiticeira.